# Adonisea subatra
Adonisea subatra är en fjärilsart som beskrevs av Smith 1906. Adonisea subatra ingår i släktet Adonisea och familjen nattflyn. Inga underarter finns listade i Catalogue of Life.